# Saint-Léonard, Seine-Maritime
Saint-Léonard är en kommun i departementet Seine-Maritime i regionen Normandie i norra Frankrike. Kommunen ligger i kantonen Fécamp som tillhör arrondissementet Le Havre. År 2022 hade Saint-Léonard 1 699 invånare.

## Befolkningsutveckling
Antalet invånare i kommunen Saint-Léonard
| Referens: INSEE |